# 덤 앤 더머: 해리가 로이드를 만났을 때
《덤 앤 더머: 해리가 로이드를 만났을 때》(Dumb and Dumberer: When Harry Met Lloyd)는 2003년 공개된 미국의 코미디 영화이다.
이 영화는 흥행에 성공하지는 못했고, 원작과 비교하며 비평가들의 혹평을 받았다.

## 줄거리
1986년, 해리 던은 고등학교에 다니게 되고, 로이드 크리스마스는 여러 번 입양과 파양을 반복하다 학교 관리인 레이에게 맡겨진다. 학교 가는 길에 우연히 만난 해리와 로이드는 금세 절친이 된다. 로이드는 해리에게 자신을 괴롭히는 학교 불량배 터크를 소개하고, 둘은 터크에 의해 깃대에 매달리는 수모를 겪는다.
한편, 교장 콜린스는 하와이에 콘도를 사기 위해 돈을 마련하려다, 해리와 로이드가 깃대에 매달린 것을 보고 특별반을 만들어 돈을 가로챌 계획을 세운다. 해리와 로이드는 아무것도 모른 채 특별반에 필요한 학생들을 모으기 시작한다. 이들은 다리가 부러진 토비, 토비의 여자친구 테리, 말 마스코트 복장을 한 루이스, 중국인 유학생 신디, 그리고 부상당한 미식축구 선수 칼을 특별반에 끌어들인다. 학교 식당 직원 헬러는 특별반의 선생님이 되어 학교 창고에서 수업을 진행한다.
학교 신문 기자 제시카는 콜린스 교장의 수상한 행동에 의문을 품고, 해리에게 정보를 캐려 하지만 해리는 이를 데이트로 착각한다. 해리는 로이드에게 연애 조언을 구하고, 제시카의 집에서 일어난 화장실 사건과 초콜릿 때문에 제시카의 아버지 월터는 분노하고, 제시카는 오히려 로이드에게 관심을 갖게 된다. 해리와 로이드는 제시카를 두고 다투지만 결국 화해하고, 콜린스 교장의 사무실에서 그가 저지른 사기 증거가 담긴 상자를 발견한다.
다음 날, 콜린스 교장은 상자가 없어진 것을 알고 제시카를 범인으로 몰아 그녀를 붙잡아두려 한다. 한편, 특별반은 추수감사절 퍼레이드에 사용할 조지 워싱턴 모형을 만들고 있었지만, 해리와 로이드는 콜린스 교장의 증거를 발견한 후 모형을 콜린스 교장 모양으로 바꾼다. 경찰에 신고한 후, 퍼레이드에서 학교 교육감은 경찰을 리처드 모핏으로 위장시켜 콜린스 교장이 돈을 받게 만든다. 이때 특별반은 콜린스 교장의 사기 행위를 폭로한다. 결국 콜린스와 헬러는 체포된다.
제시카는 해리와 로이드를 영웅으로 여기지만, 그녀에게는 남자친구가 있어 해리와 로이드의 구애는 실패한다. 해리와 로이드는 여자 때문에 우정을 깨지 않겠다고 다짐하지만, 페라리를 탄 프라이다와 리타 자매가 새 여자 대학에 데려다주겠다고 제안하자 또다시 다툰다. 로이드가 제안을 거절하자 자매는 화를 내며 떠나고, 월터는 실수로 해리를 차로 쳐서 해리가 차에 진흙투성이가 된다. 월터는 차에 묻은 것이 똥인 줄 알고 당황해하고, 해리와 로이드는 평온하게 걸어가는 것으로 영화는 끝난다.

## 출연

### 주연
- 에릭 크리스찬 올슨
- 데릭 리처드슨
- 레이첼 니콜스
- 체리 오테리
- 루이스 구즈만
- 엘든 헨슨
- 윌리암 리 스콧
- 미미 로저스

### 조연
- 유진 레비

## 기타
- 공동제작: 칼 마조콘
- 미술: 폴 허긴스
- 의상: 수잔나 푸이스토
- 배역: 존 팝시데라